# Антинори, Джованни
Джованни Антинори (итал. Giovanni Antinori, 28 января 1734, Камерино — 24 июня 1792, Рим) — архитектор итальянского неоклассицизма.
Джованни Антинори изучал математику в своём родном городе Камерино (Марке) под руководством своего отца Джироламо, известного и опытного геодезиста. Он покинул Камерино и перебрался в Рим, чтобы продолжить изучение математики и архитектуры в университете «Сапиенца» и в Академии Святого Луки под руководством маркиза Джероламо Теодоли, проектировщика театра Арджентина в Риме.
В 1755 году Антинори отправился в Лиссабон, где работал архитектором короля Жозе I. Занимался строительством морского порта, Королевского дворца в Камполиде и домов на Торговой площади, реставрировал здания, поврежденные землетрясением 1755 года. Но из-за обвинений завистливых конкурентов ему пришлось покинуть Португалию и вернуться в Рим.
Папа Пий VI поручил Антинори проведение археологических исследований в церкви Сан-Рокко, недалеко от мавзолея Августа, в ходе которых был обнаружен большой обелиск из красного гранита. По распоряжению Папы Джованни Антинори вместе с Паскуале Белли установил обелиск и колоссальные скульптуры Диоскуров на Квиринальской площади (1783—1786), он также устанавливал обелиски перед церковью Сантиссима-Тринита-дей-Монти (1789) и на площади Монтечиторио (1790—1792).
В Камерино Джованни Антинори построил аркаду и Зеркальный зал на вилле маркиза Алессандро Бандини (Ланчано ди Кастельраймондо). С 1772 по 1778 год он реконструировал интерьер церкви аббатства Монте-Оливето-Маджоре недалеко от Сиены. Он работал по заказам семьи Дориа-Памфили в Риме, сотрудничая с Франческо Николетти, их придворным архитектором, сменив его в 1776 году, в частности на работах в Палаццо Дориа-Памфили на виа дель Корсо. Он также работал над проектированием новых водопадов в садах виллы Дориа-Памфили.
Джованни Антинори умер в Риме, не завершив работы на Пьяцца Монтечиторио, которые заканчивал его помощник Паскуале Белли. Похоронен в церкви Сан-Венанцио-дей-Камерти. В 1929 году эта церковь была снесена, чтобы освободить место на Площади Венеции у памятника Витторио Эммануэле II.